# Bertell Ollman

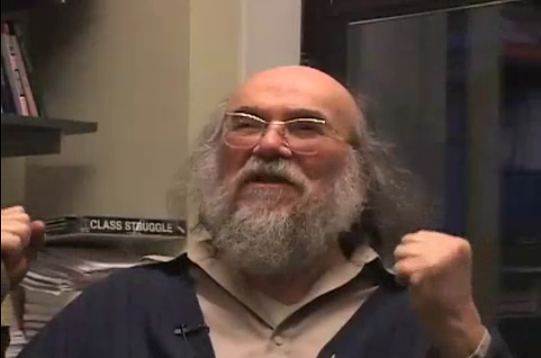
Bertell Ollman

Bertell Ollman (* 30. April 1935 in Milwaukee, Wisconsin) ist ein Politikwissenschaftler und Autor mehrerer Bücher zur marxistischen Theorie. An der New York University lehrt er dialektische Methodologie und sozialistische Theorie.

## Akademische Laufbahn
Ollman studierte an der Universität von Wisconsin, wo er 1956 Bachelor of Arts und 1957 Master of Arts in politischer Wissenschaft wurde. Er setzte seine Studien an der Universität von Oxford fort, wo er 1959 Artium Baccalaureus (A.B.) in Philosophie, Politik und Ökonomie, 1963 Master of Arts in politischer Theorie und 1967 Doktor der politischen Theorie wurde. Da er bereits zuvor Lehrerfahrung gesammelt hatte, begann er im unmittelbaren Anschluss an seine Doktorarbeit als Hochschullehrer an der New York University zu unterrichten.
Nachdem 1978 ein Angebot an Ollman für den Vorsitz des Fachbereiches für Government an der Universität von Maryland in College Park zurückgezogen wurde, verklagte er die Zeitungsredakteure Robert Novak und Rowland Evans, denen er vorwarf, ihn in einer Kolumne verleumdet zu haben, was zur Rücknahme des Angebotes geführt habe.
Beide hatten Ollmans Lehrmethode in einer Kolumne als Indoktrination beschrieben, einschließlich eines anonymen Zitates eines anderen Professors, der gesagt haben soll: „Ollman hat kein Renommé innerhalb des Faches, sondern ist schlicht und einfach ein Aktivist“ („Ollman has no status within the profession, but is a pure and simple activist“). Ollmans Klage wurde vom D.C. Circuit Court abgelehnt, welches Novaks und Evans’ Kolumne für durch das Recht auf freie Meinungsäußerung gedeckt hielt. Der Oberste Gerichtshof der Vereinigten Staaten lehnte am 28. Mai 1985 einen Antrag Ollmans auf writ of certiorari ab.
2001 erhielt Ollman den neugestifteten Charles-McCoy-Preis für das wissenschaftliche Lebenswerk der Abteilung für neue politische Wissenschaften bei der American Political Science Association.
Ollman hatte einen Auftritt in der Fernsehsendung Hannity & Colmes, wo ihm vorgeworfen wurde, als Professor in den 1980er Jahren Sean Hannity eine schlechtere Note gegeben zu haben, weil dieser ein Konservativer und Anhänger von Ronald Reagan gewesen sei. Ollman wies darauf hin, dass er über einen Zeitraum von 40 Jahren Professor für politische Wissenschaften an der New York University gewesen ist, und meinte, wenn er konservative Studenten diskriminiert hätte, dann „wäre [er] nicht lange dageblieben“ („would not have lasted long“).
Darüber hinaus unterrichtete Ollmann auch an der University of the West Indies in Jamaika und als Gastprofessor an der Oxford und an der Columbia University.

## BrettspielClass Struggle
Ollman ist auch Autor von Class Struggle, einem Brettspiel, das auf seinen marxistischen Ideen aufbaut, und war von 1978 bis 1983 Direktor der Firma Class Struggle, Inc., die das Spiel ursprünglich herstellte und vermarktete. Später wurde das Spiel erneut von dem Brettspiele-Großverlag Avalon Hill herausgebracht. Das Spiel wurde bekannt aufgrund seines ungewöhnlichen und kontroversen Themas.

## Werke
- Alienation: Marx’s Conception of Man in Capitalist Society. 2. Auflage (1. Auflage 1971). Cambridge University Press, 1976; übersetzt ins Spanische, Italienische und Koreanische
- Social and Sexual Revolution: Essays on Marx and Reich, South End Press, 1978
- Class Struggle Is the Name of the Game: True Confessions of a Marxist Businessman. Wm. Morrow Publications, 1983
  - Ballbuster? True Confessions of a Marxist Businessman. 2. erweiterte Ausgabe. Soft Skull Press, 2002
- Marxism: an Uncommon Introduction, Stirling Publications, New Delhi 1991
- Dialectical Investigations, Routledge 1993
- Market Socialism: the Debate Among Socialists, als Herausgeber und Mitautor. Routledge, 1998, chinesische Ausgabe, 2000
- How to Take an Exam…and Remake the World. Black Rose Books, Montreal, Frühjahr 2001
- Dance of the Dialectic: Steps in Marx’s Method. University of Illinois Press, Urbana / Chikago 2003, ISBN 0-252-07118-2, übersetzt ins Türkische
  - Ulrich Pagel: Auch Marxisten können tanzen! Rezension in: Marx-Engels-Jahrbuch 2006. Akademie Verlag, 2007, ISBN 978-3-05-004426-2, S. 280–285

## Mitherausgeber
- Studies in Socialist Pedagogy, Monthly Review Press, 1978
- The Left Academy: Marxist Scholarship on American Campuses
  - Band I, McGraw Hill, 1982
  - Band II, Praeger Publications, 1984
  - Band III, Praeger Publications, 1986
- The U.S. Constitution: 200 Years of Anti-Federalist, Abolitionist, Feminist, Muckraker, Progressive, and Especially Socialist Criticism, New York University Press, 1990
- Dialectics: the New Frontier, Sonderband von Science and Society, Herbst 1998